# Micheil Dżanelidze

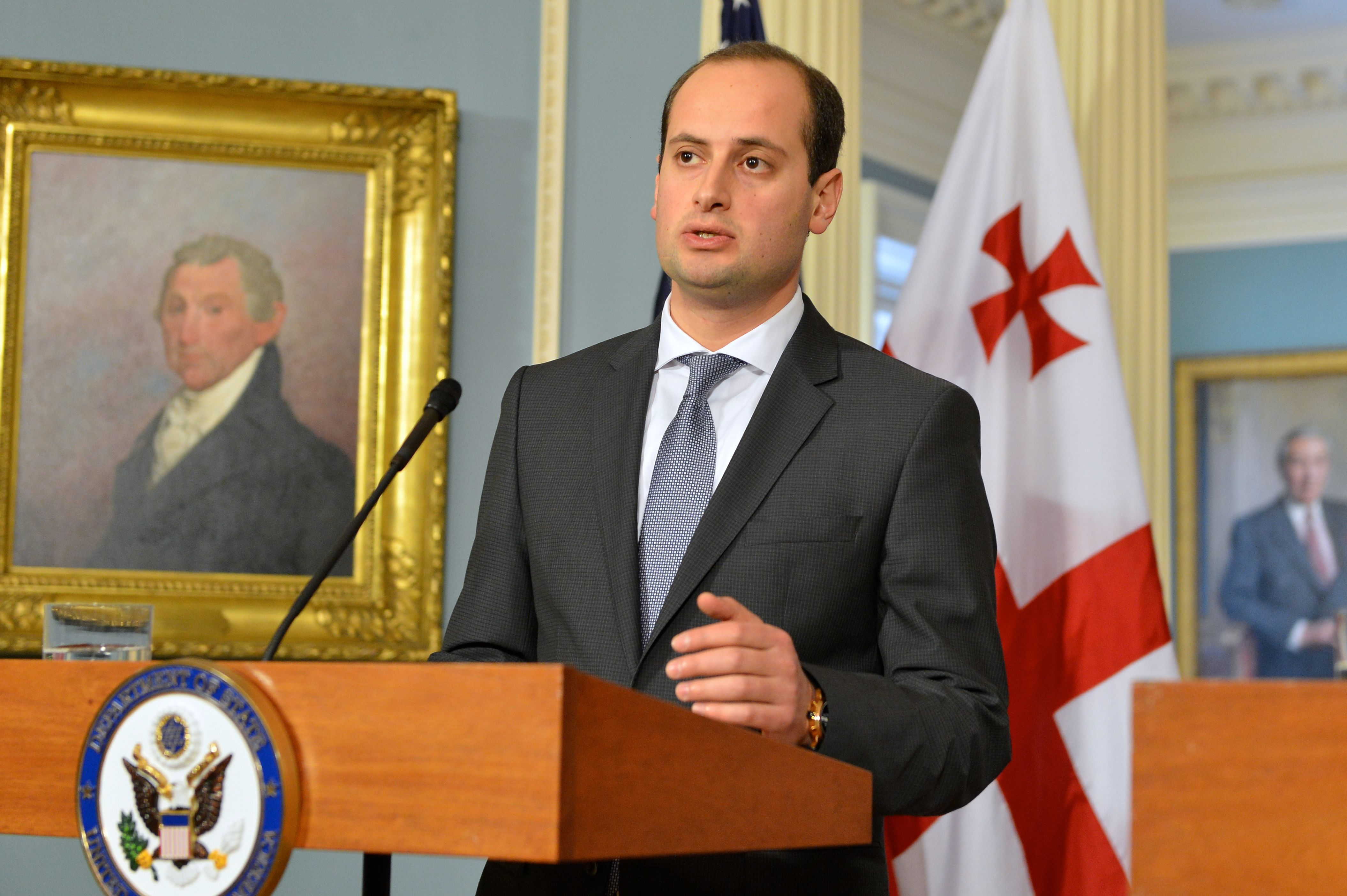
Džanelidze (2016)

Micheil Dżanelidze (ur. 29 marca 1981) – gruziński polityk i przedsiębiorca, w latach 2011–2015 wiceminister gospodarki i zrównoważonego rozwoju, od września do grudnia 2015 roku wiceminister spraw zagranicznych, zaś od grudnia 2015 roku minister spraw zagranicznych Gruzji w rządzie Giorgiego Kwirikaszwilego.

## Życiorys
Micheil Dżanelidze urodził się 29 marca 1981 roku. W latach 1996–1997 uczył się w gimnazjum w niemieckim Wadern. W 2002 roku ukończył z wyróżnieniem studia licencjackie na Tbiliskim Uniwersytecie Państwowym, na kierunku stosunki międzynarodowe. W latach 2003–2006 kontynuował studia podyplomowe w Akademii Dyplomatycznej Ministerstwa Spraw Zagranicznych Federacji Rosyjskiej w Moskwie. W 2011 roku uzyskał tytuł magistra zarządzania i administracji Wyższej Szkoły Zarządzania w Grenoble.
Przed podjęciem pracy w administracji rządowej Dżanelidze pracował w sektorze prywatnym jako menedżer i przedsiębiorca. W 2009 roku rozpoczął pracę w Ministerstwie Gospodarki i Zrównoważonego Rozwoju Gruzji. Początkowo sprawował urząd dyrektora Departamentu Handlu Zagranicznego i Gospodarki Międzynarodowej. W roku 2011 został mianowany wiceministrem gospodarki i zrównoważonego rozwoju. We wrześniu 2015 roku otrzymał nominację na wiceministra spraw zagranicznych. W 2015 roku został ministrem spraw zagranicznych w miejsce Giorgiego Kwirikaszwilego, który objął urząd premiera.

## Życie prywatne
Micheil Dżanelidze jest żonaty. Ma jedną córkę.